# Пышкин, Борис Андреевич
Борис Андреевич Пышкин (3 сентября 1893 года — 29 января 1970 года) — советский украинский гидротехник, гидролог, доктор технических наук (тема «Расчёт водохранилищных плотин на ветровую волну», 1937—1941), профессор, заведующий кафедры гидрологии суши Киевского национального университета имени Тараса Шевченко, член-корреспондент НАН Украины.

## Биография
Родился 3 сентября 1893 года в Казани. Окончил в 1924 г. Московскую сельскохозяйственную академию имени К. А. Тимирязева по специальности «гидротехник». 
Участник Великой Отечественной войны, инженер-майор. 
Работал в водохозяйственных учреждениях Средней Азии, Закавказья. Заведующий кафедрой в Омском сельхозуниверситете, преподавал в Киевском гидромелиоративном институте. В 1945—1948 годах работал в секции водохозяйственных проблем АН Украины. В Киевском университете работал в 1962—1967 годах заведующим кафедры гидрологии суши (теперь гидрологии и гидроэкологии) географического факультета. Одновременно заведовал отделом в Институте гидрологии и гидротехники АН Украины (ныне Институт гидромеханики НАН Украины).

## Научные труды
Сфера научных исследований: вопросы динамики берегов морей и водохранилищ, в частности, теории гидродинамики прибрежной зоны действия ветровых волн на гидротехнические сооружения и берега, а также циркуляции двухфазных потоков в трубопроводах и реках. Разработал методы защиты берегов от затопление и размывание, а также защиты водозаборов и портов от заиливания и заноса. Создал новое научное направление — динамика берегов водохранилищ. Автор около 200 научных трудов. Основные работы:
- Карманный англо-русский гидротехнический словарь. — Тифлис, Закавказский опытно-исследовательский институт водного хозяйства, 1932 (в соавторстве Г. А. Зельгейм, М. И. Зельгейм, Ч. С. Сахарова, Е. Я. Лапшина).
- Калифорнийские колодцы. — Тифлис, Закгиз, 1935.
- Восстановление гидротехнических сооружений в военное время. — М., Госгеолиздат, 1942.
- Способы осушения военно-инженерных сооружений. — М., Госгеолиздат, 1943.
- Низконапорные плотины из местных материалов. — К., Издательство Академии наук Украинской ССР, 1951 (в соавторстве Р. Т. Слободян, Н. Н. Беляшевский, Л. И. Дятловицкий).
- Капитальные выправительные сооружения днепровского типа. — К., Издательство Академии наук Украинской ССР, 1954 (в соавторстве С. В. Русаков).
- Лесосплав и лесосплавные сооружения на реках Украины. — К., Издательство Академии наук Украинской ССР, 1955 (в соавторстве А. В. Пиотровский).
- Судоходство на малых реках Украины. — К., Издательство Академии наук Украинской ССР, 1957 (в соавторстве Н. В. Лебедич).
- Вопросы проектирования дноуглубительных прорезей. — К., Издательство Академии наук Украинской ССР, 1959 (в соавторстве С. В. Русаков, В. Л. Максимчук, Ю. Н. Сокольников).
- Проектирование защитных сооружений на водохранилищах. — К., Издательство Академии наук Украинской ССР, 1962 (в соавторстве С. В. Русаков, В. Л. Максимчук).
- Вопросы динамики берегов водохранилищ. — К., Издательство Академии наук Украинской ССР, 1963.
- Исследование вдольберегового движения наносов на морях и водохранилищах. — К., Наукова думка, 1967 (в соавторстве В. Л. Максимчук, Е. С. Цайтц).
- Регулирование вдольберегового потока наносов. — К., Наукова думка, 1972 (в соавторстве Е. С. Цайтц, Ю. Н. Сокольников).
- Динамика берегов водохранилищ. — К., Наукова думка, 1973.